# Diretório Cívico-Militar

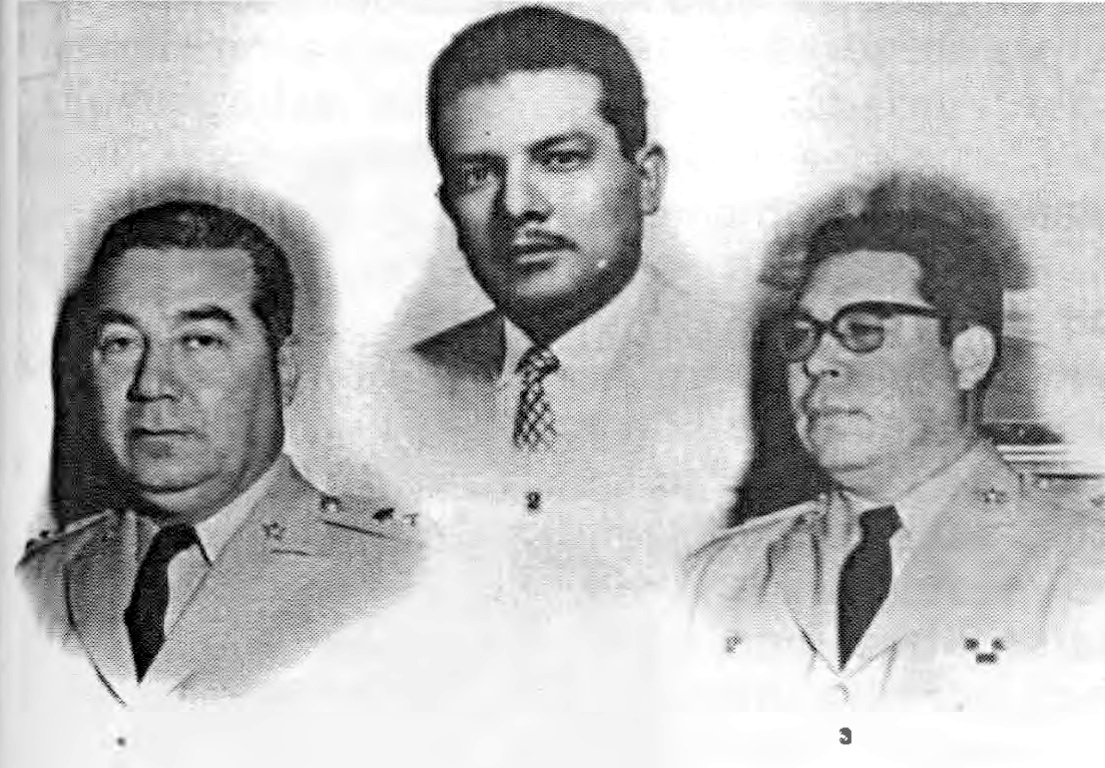
Integrantes finais do Diretório Cívico Militar, de 13 de setembro de 1961 a 25 de janeiro de 1962. Da esquerda para a direita: Aníbal Portillo, Feliciano Avelar e Mariano Castro Morán

A Diretório Cívico-Militar (em castelhano:  Directorio Cívico-Militar) foi uma instituição colegiada que assumiu o governo da República de El Salvador após a derrubada da Junta de Governo, em 25 de janeiro de 1961; cujo presidente foi o Coronel Aníbal Portillo; e que governaria o país por meio de decreto-lei, assumindo os poderes executivo, legislativo (até a instalação da Assembleia Constituinte no início de janeiro de 1962) e judiciário (até 27 de janeiro de 1961), além  de possuir autoridade para nomear os prefeitos dos diferentes municípios. Esta instituição colegiada exerceria o governo do país até 25 de janeiro de 1962, quando a assembleia constituinte nomearia Rodolfo Cordón Cea como presidente provisório.
Durante sua gestão, promulgaria mais de 400 decretos-lei, que teriam como principal objetivo resolver problemas jurisdicionais, administrativos, tributários e fluxos orçamentários imediatos; havia também algumas destinadas a melhorar as condições de vida dos trabalhadores, e que o Estado era o promotor da política monetária do país (com a nacionalização do Banco Central de Reserva).